# التركيبة السكانية في الصومال

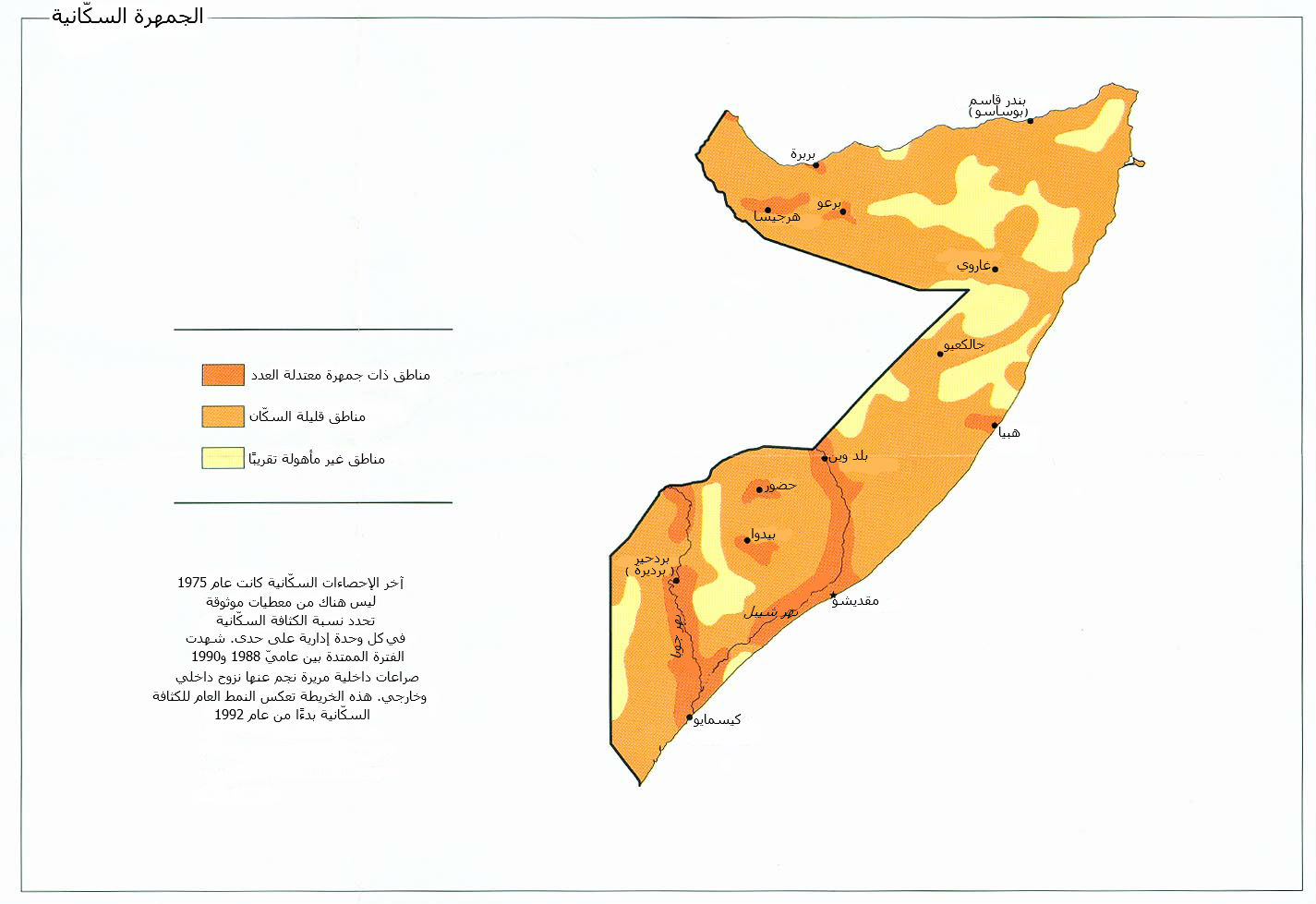
خريطة وكالة المخابرات المركزية الأمريكية تبين الكثافة السكانية عبر الصومال.

يبلغ تعداد سكان الصومال حوالي 9,832,017 نسمة، وهو تعداد غير أكيد إذ حسب عدد السكان وفقا للتعداد السكاني الصادر عن الحكومة الصومالية عام 1975 إذ يصعب الإحصاء الفعلي للسكان في الوقت الراهن نتيجة كثرة أعداد الرحل وكذلك زيادة أعداد النازحين الفارين إما من المجاعة أو الحرب الأهلية، كما زاد تعداد الشتات الصومالي في العالم في أعقاب الحرب الأهلية حيث فر خيرة المتعلمين الصوماليين من بلادهم إلى الشرق الأوسط وأوروبا وأمريكا الشمالية. والسواد الأعظم من الشعب الصومالي، أي 85% منهم، هم صوماليون، في حين تشكل مجموعات عرقية متعددة النسبة الباقية، والبالغة 15%، منها: البانتو والبناديريون والباراوانيون والباجونيون والهنود والفرس والإيطاليون المنحدرون من أصول إيطالية بقت من عهد الاستعمار الإيطالي للبلاد والبريطانيون والعرب الذين تتراوح أعددادهم حوالي 30 ألف نسمة، وانحسرت أعداد القوميات غير الصومالية وغير الإفريقية بوجه عام عقب استقلال الصومال عام 1960.
ويوجد القليل من البيانات المعتمدة حول الحركة التمدنية، أي انتقال السكان من سكنى الريف والبادية وحياة الترحال إلى الاستقرار وسكنى المدن، وأظهرت الإحصائيات التقريبية زيادة سنوية تقدر بنسبة 5% إلى 8% مع نمو العديد من البلدات لتصل إلى درجة المدن. ويقطن حاليا 34% من سكان الصومال في البلدات والمدن خاصة بعد الهدوء النسبي الذي تشهده الساحة المحلية وهي نسبة آخذة في التزايد سنويا.